# أنتوني إدواردز (لاعب كريكت)
أنتوني إدواردز (1 أغسطس 1910 - 23 أغسطس 1978 في المملكة المتحدة) (بالإنجليزية: Antony Edwards)‏ هو لاعب كريكت بريطاني (وحمل سابقاً جنسية المملكة المتحدة لبريطانيا العظمى وأيرلندا).

## وصلات خارجية
- أنتوني إدواردز على موقع إي آس بي آن كريك إنفو (الإنجليزية)